# Harold Miller (Schauspieler)
Harold A. Miller (Geburtsname: Harold Edwin Kammermeyer; * 31. Mai 1894 in Redondo Beach, Kalifornien; † 18. Juli 1972 in Los Angeles, Kalifornien) war ein US-amerikanischer Schauspieler

## Leben
Miller gab sein schauspielerisches Debüt 1919 als Harold A. Miller in einer Nebenrolle in  der Filmkomödie Upstairs and Down von Charles Giblyn mit Olive Thomas, Rosemary Theby und Mary Charleson. Seine bekannteren Rollen in Stummfilmen der frühen 1920er Jahre hatte er in dem von Lloyd B. Carleton inszenierten Krimidrama Mountain Madness (1920), in dem er an der Seite von Mignon Anderson die männliche Hauptrolle spielte, sowie in dem Drama Tipped Off (1923) von Finis Fox, in dem er neben Arline Pretty die Hauptrolle übernahm. In der 1924 nach dem Roman Lederstrumpf von James Fenimore Cooper entstandenen Verfilmung Leatherstocking unter der Regie von George B. Seitz spielte er die Titelrolle. In weiteren Rollen waren Edna Murphy als „Judith Hutter“, Whitehorse als „Tom Hutter“ sowie David Dunbar als „Chingachgook“.
Nach Einführung des Tonfilms Ende der 1920er-Jahre wirkte er in über 500 weiteren Filmen mit, darunter viele Filmklassiker wie Laura, Die besten Jahre unseres Lebens, Boulevard der Dämmerung, Alles über Eva, Bei Anruf Mord, Frühstück bei Tiffany und Das Urteil von Nürnberg. Allerdings war er dabei fast ausschließlich in im Abspann unerwähnten („uncredited“) kleineren Nebenrollen oder Statistenparts zu sehen.

## Filmografie (Auswahl)
- 1919: Upstairs and Down
- 1920: The Peddler of Lies
- 1920: The Forged Bride
- 1920: Her Five-Foot Highness
- 1920: Mountain Madness
- 1921: Desperate Youth
- 1921: Short Skirts
- 1921: Playing with Fire
- 1922: Very Truly Yours
- 1922: Kissed
- 1923: Tipped Off
- 1924: The Way of a Man
- 1924: Leatherstocking
- 1927: The Princess on Broadway
- 1927: Woman’s Law
- 1927: Out of the Past
- 1934: Tag, Nellie! (Hi, Nellie!)
- 1934: Die Spielerin (Gambling Lady)
- 1934: Das Rätsel von Monte Christo (The Count of Monte Cristo)
- 1935: Der Mann, der die Bank von Monte Carlo sprengte (The Man Who Broke the Bank at Monte Carlo)
- 1935: Mädchen in Shanghai (Shanghai)
- 1940: Der Weg nach Singapur (Road to Singapore)
- 1942: Die fröhliche Gauner GmbH (Larceny, Inc.)
- 1945: Between Two Women
- 1945: Incendiary Blonde
- 1945: Weekend im Waldorf (Week-End at the Waldorf)
- 1945: Seine Frau ist meine Frau (Guest Wife)
- 1946: Ich sing’ mich in dein Herz hinein (Because of Him)
- 1946: The Walls Came Tumbling Down
- 1946: Bis die Wolken vorüberzieh’n (Till the Clouds Roll By)
- 1946: Sinfonie in Swing (Do You Love Me)
- 1946: Nora Prentiss
- 1946: Zwei Sprengstoffverkäufer (Little Giant)
- 1947: Besuch in Kalifornien (The Man I Love)
- 1947: Dark Delusion
- 1947: Der Senator war indiskret (The Senator Was Indiscreet)
- 1947: Ehebruch (The Unfaithful)
- 1947: Eine brennende Liebe (The Other Love)
- 1947: Killer McCoy
- 1948: B.F.’s Daughter
- 1948: Liebe an Bord (Luxury Liner)
- 1948: Ohne Erbarmen (Ruthless)
- 1948: Der Pantoffelheld (An Innocent Affair)
- 1948: Fünf auf Hochzeitsreise (Family Honeymoon)
- 1948: Die bronzene Göttin (The Velvet Touch)
- 1948: The Babe Ruth Story
- 1948: Strick am Hals (The Noose Hangs High)
- 1948: Ich heirate dich doch (That Wonderful Urge)
- 1949: Blondes Gift (Flaxy Martin)
- 1949: Sturmflug (Slattery's Hurricane)
- 1949: Kuß um Mitternacht (That Midnight Kiss)
- 1949: Venus am Strand (The Girl from Jones Beach)
- 1949: Mein Traum bist Du (My Dream Is Yours)
- 1949: Leicht französisch (Slightly French)
- 1949: Zweikampf am Red River (Massacre River)
- 1949: Die Todeskurve (The Big Wheel)
- 1949: Flitterwochen mit Hindernissen (Tell it to the Judge)
- 1949: Die Menschenfalle (Trapped)
- 1949: Spielfieber (The Lady Gambles)
- 1949: Der Agent aus der Hölle (Alias Nick Beal)
- 1950: Tanzen ist unser Leben – Let’s Dance (Let’s Dance)
- 1950: Irma, das unmögliche Mädchen (My Friend Irma Goes West)
- 1950: Der einsame Champion (Right Cross)
- 1950: Tod im Nacken (To Please a Lady)
- 1950: Juwelenraub um Mitternacht (The Great Jewel Robber)
- 1950: Das skandalöse Mädchen (The Petty Girl)
- 1950: Unter Einsatz des Lebens (Southside 1-1000)
- 1950: Mein Leben gehört mir (A Life of Her Own)
- 1951: Auf Bewährung freigelassen (The Company She Keeps)
- 1951: Hübsch, jung und verliebt (Rich, Young and Pretty)
- 1951: Tödliches Pflaster Sunset Strip (The Strip)
- 1951: In all meinen Träumen bist Du (I'll See You in My Dreams)
- 1951: Come Fill the Cup
- 1951: Lightning Strikes Twice
- 1951: Der Prügelknabe (The Stooge)
- 1951: Von Gier besessen (Inside Straight)
- 1951: Hard, Fast and Beautiful
- 1951: Der Cowboy, den es zweimal gab (Callaway Went Thataway)
- 1951: Als die Rothäute ritten (When the Redskins Rode)
- 1952: Die letzte Entscheidung (Above and Beyond)
- 1952: Paula (Paula)
- 1952: Nur für Dich (Just for You)
- 1952: Nur dies eine Mal (Just This Once)
- 1952: Männer machen Mode (Lovely to Look At)
- 1952: Jazz Singer (The Jazz Singer)
- 1952: Die Schönste von New York (The Belle of New York)
- 1952: Der tote Zeuge (Operation Secret)
- 1953: Du bist so leicht zu lieben (Easy to Love)
- 1953: Der Tolpatsch (The Caddy)
- 1953: Starr vor Angst (Scared Stiff )
- 1953: Unschuldig gejagt (No Escape)
- 1954: The Bob Mathias Story
- 1956: Fanfaren der Freude (The Best Things in Life Are Free)